# 2008年广东

## 11月19日 20日
- 2008年中文网志年会在广州星坊60开幕，就博客、社会性网络、维基百科、网络口碑营销等内容进行探讨。新浪网（页面存档备份，存于）

## 9月20日
- 中国广东省深圳市龙岗区的一家歌舞厅发生特大火灾，共造成43人死亡，88人受伤。新华网（页面存档备份，存于）

## 8月22日
- 台风鹦鹉在香港西贡和中山南朗两次登陆，深圳南澳录得最大阵风为14级。新华网（页面存档备份，存于）新华网 Archive.today的存檔，存档日期2013-04-28

## 8月9日
- 中國奧運舉重代表陳燮霞，在女子48公斤級別舉重奪冠。她先在抓舉成功舉起95公斤，再於挺舉時舉起117公斤，總成績打破奧運紀錄的212公斤，為中國在今屆奧運贏得第一面金牌。

## 7月16日
- 2006年發生的廣州中醫藥大學劫殺案兇手熊进终审被判处死刑。南方網（页面存档备份，存于）
- 《2007年各省、自治区、直辖市单位GDP能耗等指标公报》公報，廣東的单位GDP能耗為全國第二低。南方網（页面存档备份，存于）

## 7月10日
- 珠海持續特大降雨達14小時，降雨量高達400毫升，有小水庫爆裂。網易
- 開平一女中學生遭多名同學輪奸和凌辱的視頻在網上廣為傳播，引起社會廣泛關注。網易

## 2月23日
- 第49届世界乒乓球锦标赛在广州天河体育中心开幕，来自世界各地的140个协会的700多名运动员参赛。新华网（页面存档备份，存于）

## 2月17日
- 广州市市长张广宁在广州市人大会议上作《政府工作报告》，表示2007年广州市的国民生产总值为7050.78亿元人民币。新华网

## 2月14日
- 2008年两岸春节包机广州航点的最后一班包机从广州白云国际机场起飞，飞往台湾桃园国际机场。新华网
- 广东省佛山市三水区一个烟花爆竹仓库发生爆炸，未造成人员死亡。新华网

## 2月8日
- 中国雪灾广东灾区受停电影响用户已全部配备发电机恢复供电。新华网

## 1月30日
- 雪灾持续，總理溫家寶徹夜抵粵視察視察春運工作。他先到火車上慰問旅客，隨後到火車站廣場慰問滯留旅客。溫家寶要求各級政府克服困難，全力救災，並保障電力供應及確保交通運輸順暢，同時要加大電煤及副食品供應。 广东电视台[]

## 1月28日
- 省长黄华华上午检查广州火车站的春运工作，他要求各地要千方百计做好滞留旅客的疏散和安置工作，并动员外来务工人员留粤渡岁及最大限度地恢复运输能力和疏运旅客，他又要求各部要团结协作，加强与周边省区的沟通。 广东电视台[]
- 副省长佟星分别到东莞东火车站和深圳火车站视察，他表明各有关部门要做到让滞留的旅客安全不挨饿不受冻，并要千方百计留外来工过年。而深圳市委书记刘玉浦亦到深圳站视察，并要求做好安置滞留旅客的生活与保暖工作。 广东电视台[]
- 由于大量旅客滞留白云国际机场，周边酒店已全部爆满。广州市旅游局于下午4时起，发动部分宾馆设滞留旅客设置住宿接待点，并租用车辆免费接送乘客往来，而酒店亦在正常最低价格之上再向滞留旅客提供住宿优惠。 广东电视台[]
- 另广州市旅游局向全市宾馆、旅行社发出紧急通知，全市于春节前出发的旅行团全部截停，并提醒节日期间出发的团队，倘旅游条件不具备，也要避免出团或劝说游客更改行程。南湖国旅称不少市民担心天气变化，要求改报省内游。 广东电视台[]

## 按月存档的广东新闻动态
- 2006年：3月、4月、5月、6月、7月、8月、9月、10月、11月、12月
- 2007年：1月、2月
- 2008年
- 2009年：8月